# Buddhizmus Kalmükföldön

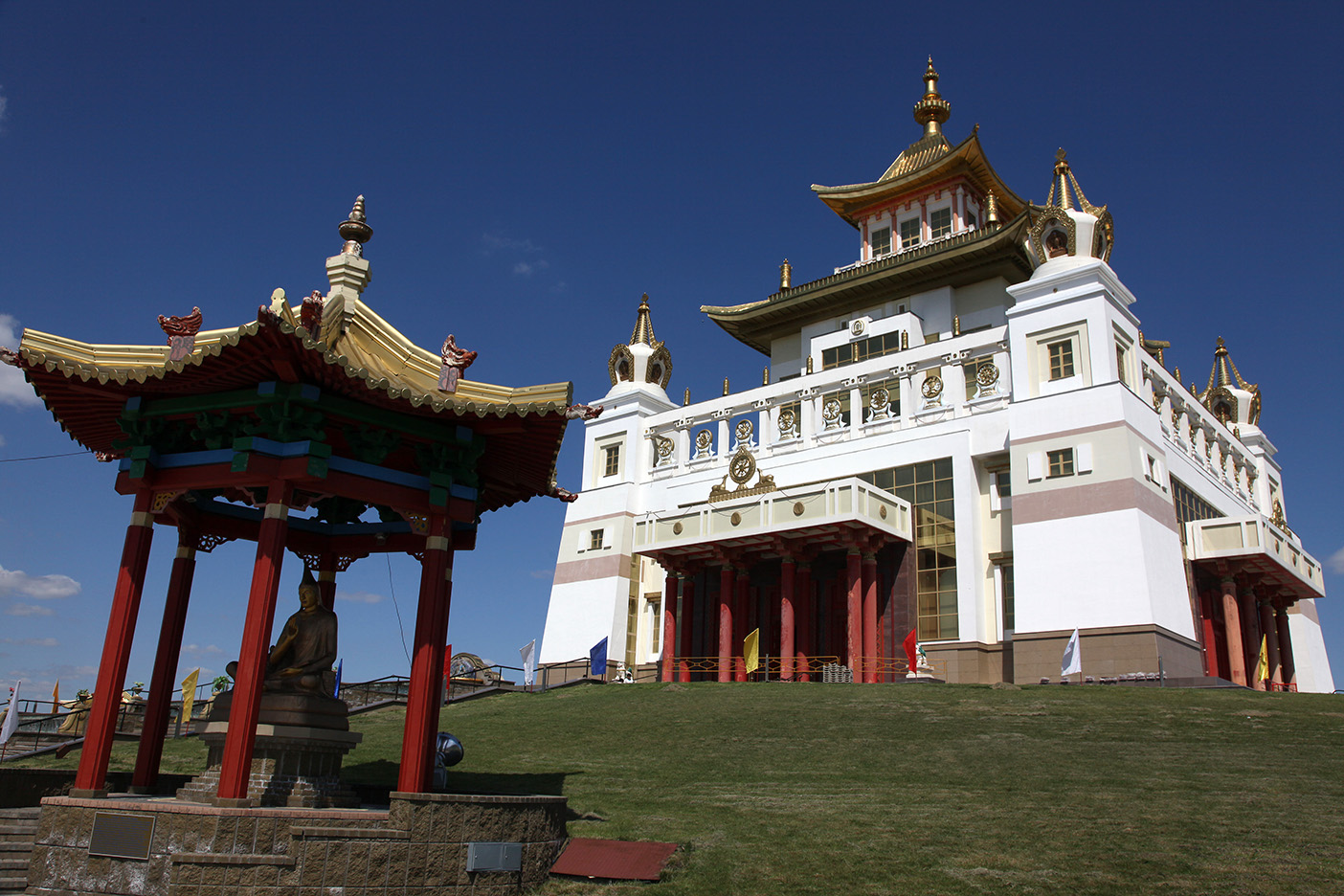
Az Eliszta Kalmük aranytemplom

A Kalmük Köztársaság (Oroszország részeként) az egyedüli buddhista többségű nemzet Európában.

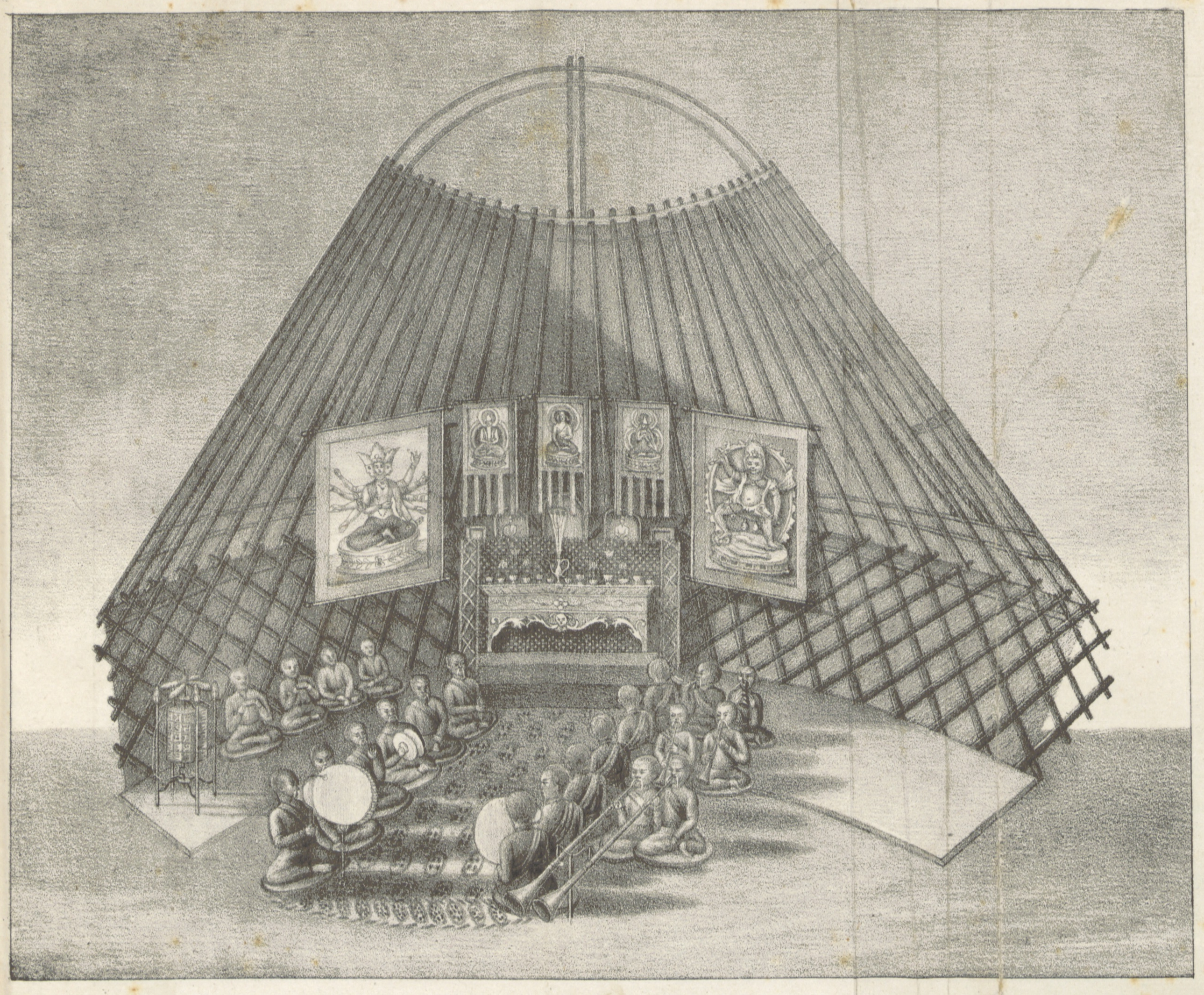
Kalmük emberek egy buddhista szertartáson (1830-as évek)

A kalmükök az egyedüli nép Európában, akiknek a nemzeti vallása a buddhizmus. 2016-ban a lakosság 53.4%-a vallotta magát buddhistának. Kalmükföld Oroszországi Föderáció tagköztársasága. A kalmükök az nyugat-mongóliai ojrátok rokonai, akik a 17. század korai időszakában vándoroltak Európába. Ahogyan a tibeti buddhisták, a kalmükök is a dalai lámát tartják a spirituális vezetőjükként. A kalmük legfőbb láma, a Šajin Lama Erdne Ombadikov, egy kalmük felmenőkkel bíró, az Amerikai Egyesült Államokban született buddhista szerzetes, akit hét éves korában adtak be egy tibeti kolostorba Indiában. Ombadikovot a 14. dalai láma nevezte ki 1992-ben, Telo Rinpocse buddhista szerzetes reinkarnációjaként ismert fel. Ombdaikov jelenleg fele idejét az amerikai Colorado államban, a másikat Kalmükföldön tölti.
Kalmük politikai menekültek nyitották meg az első közép-európai buddhista templomot (Belgrádi pagoda, Szerbia fővárosában, Belgrádban 1929-ben. A 2. világháború kezdetén körülbelül 526 kalmük menekült távozott el Nyugat Németországból és a környező területekről Amerikába 1951 végén és 1952 elején. 1962-re az Egyesült Államokban mintegy 700 kalmük ember élt. Több kalmük buddhista templomot alapítottak.
A szovjet elnyomás évei után ismét szabadon gyakorolható a buddhizmus és a kalmük nyelv is.

## A bábuski matszik
A bábuski matszik olyan csoportokat jelentett, akik bizonyos fogadalmakat tartottak miután 1943-ban a kalmüköket erőszakkal Szibériába deportálták. Ez az 1930-as évek sztálinista rezsim buddhistaüldözése után történt. Ebben az időben a kalmük buddhista építményeket és templomokat a zsarnok hatalmak lerombolták. A bábuski matszikat egyre jobban elismerik, amiért sikerült megőrizniük a lefordított tibeti buddhista szövegeket.

## Külső hivatkozások
- Buddhism in Kalmykia(angolul)
- Republic of Kalmykia: News and events(angolul)